# Oezoendzjovo
Oezoendzjovo of Uzundzhovo (Bulgaars: Узунджово) is een dorp in het zuiden van Bulgarije. Het is gelegen in de gemeente Chaskovo, oblast Chaskovo. Het dorp ligt hemelsbreed op 8 km van de stad Chaskovo en 207 kilometer ten zuidoosten van Sofia. Het dorp ligt niet ver van het vliegveld van Chaskovo (Engels: Haskovo Malevo Airport).

## Bevolking
Oezoendzjovo is anno 2019 het grootste dorp in oblast Chaskovo. Op 31 december 2019 werden er 1.580 inwoners geregistreerd, een dieptepunt sinds de officiële volkstelling van 1934 (zie: onderstaande grafiek). Desalniettemin zijn de demografische ontwikkelingen in Oezoendzjovo gunstiger vergeleken met de naburige dorpen. Zo viel in februari 2011 ruim 20% van de bevolking in de leeftijdscategorie 0-14 jaar (370 inwoners), terwijl 17% 65 jaar of ouder was (299 inwoners). De overige 1.109 inwoners, oftewel 62% van de bevolking, waren tussen de 15 en 64 jaar oud. De gemiddelde leeftijd van de bevolking was destijds ongeveer 37 jaar. 
|  |

Van de 1.778 inwoners reageerden er 1.759 op de optionele volkstelling van 2011. Van deze 1.759 respondenten identificeerden 1.188 personen zichzelf als etnische Bulgaren (67,5%), gevolgd door 517 Roma (29,4%) en 37 Bulgaarse Turken (2,1%). 17 respondenten (1%) gaven geen definieerbare etniciteit op. Oezoendzjovo heeft een van de grotere gemeenschappen van de Roma in de regio, hetgeen een verklaring voor de relatief jonge leeftijdsopbouw kan zijn.
| Etniciteit   | Aantal | %     |
| ------------ | ------ | ----- |
| Bulgaren     | 1188   | 67,5% |
| Turken       | 37     | 2,1%  |
| Roma         | 517    | 29,4% |
| Overig       | 17     | 1%    |
| Respondenten | 1759   |       |

## Afbeeldingen

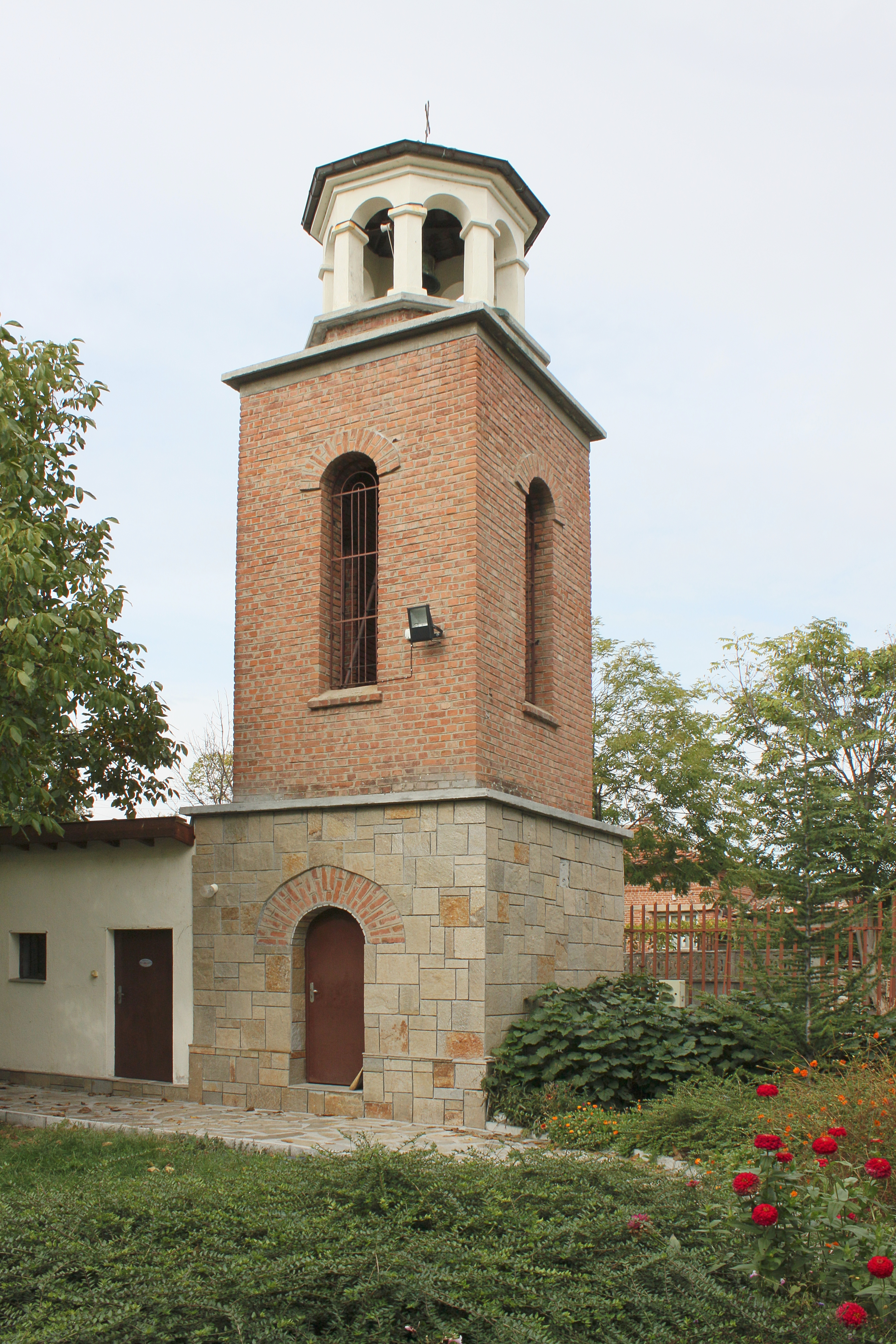
De Maria-Tenhemelopnemingkerk
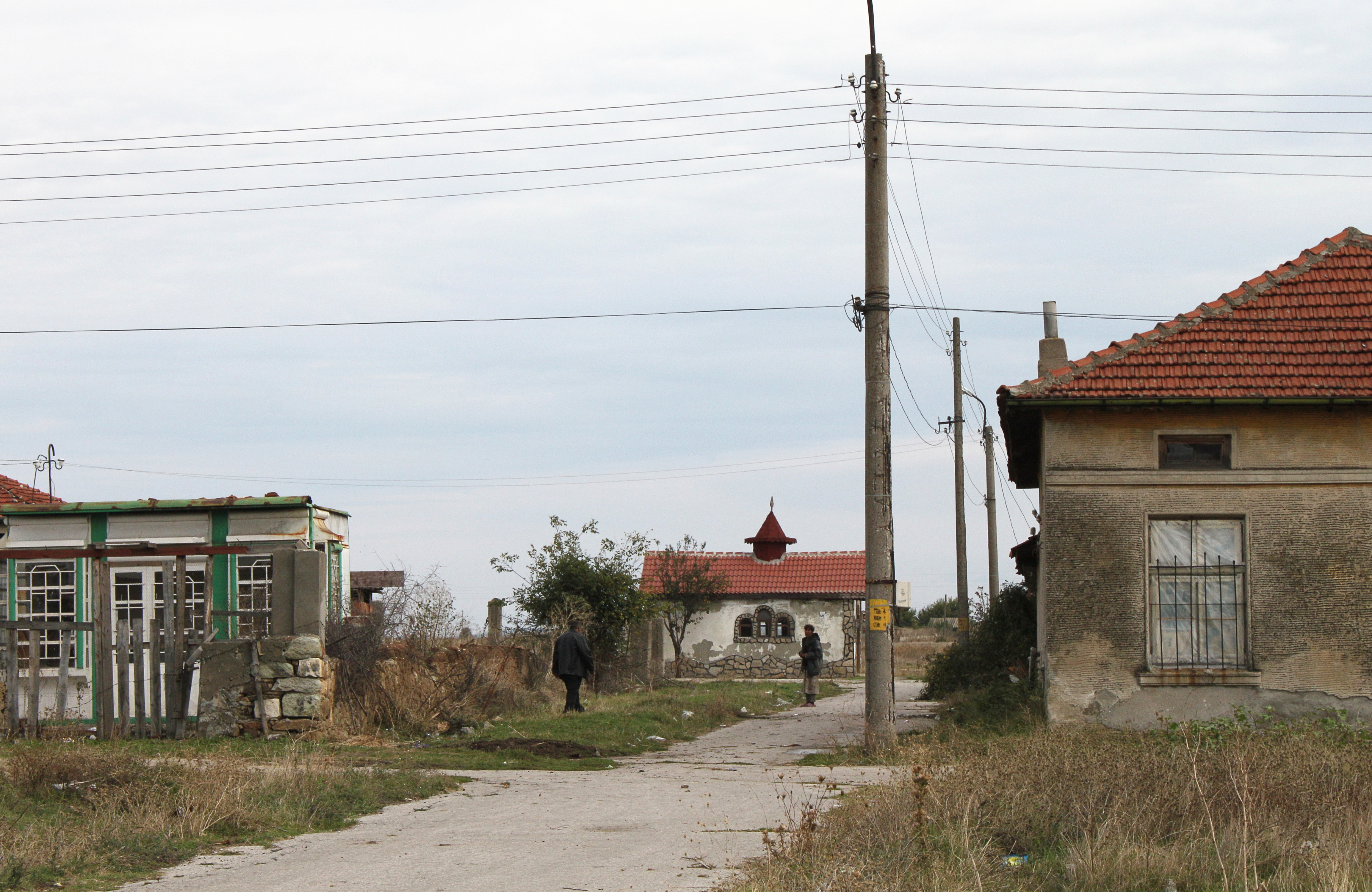
Een bouwvallig huis
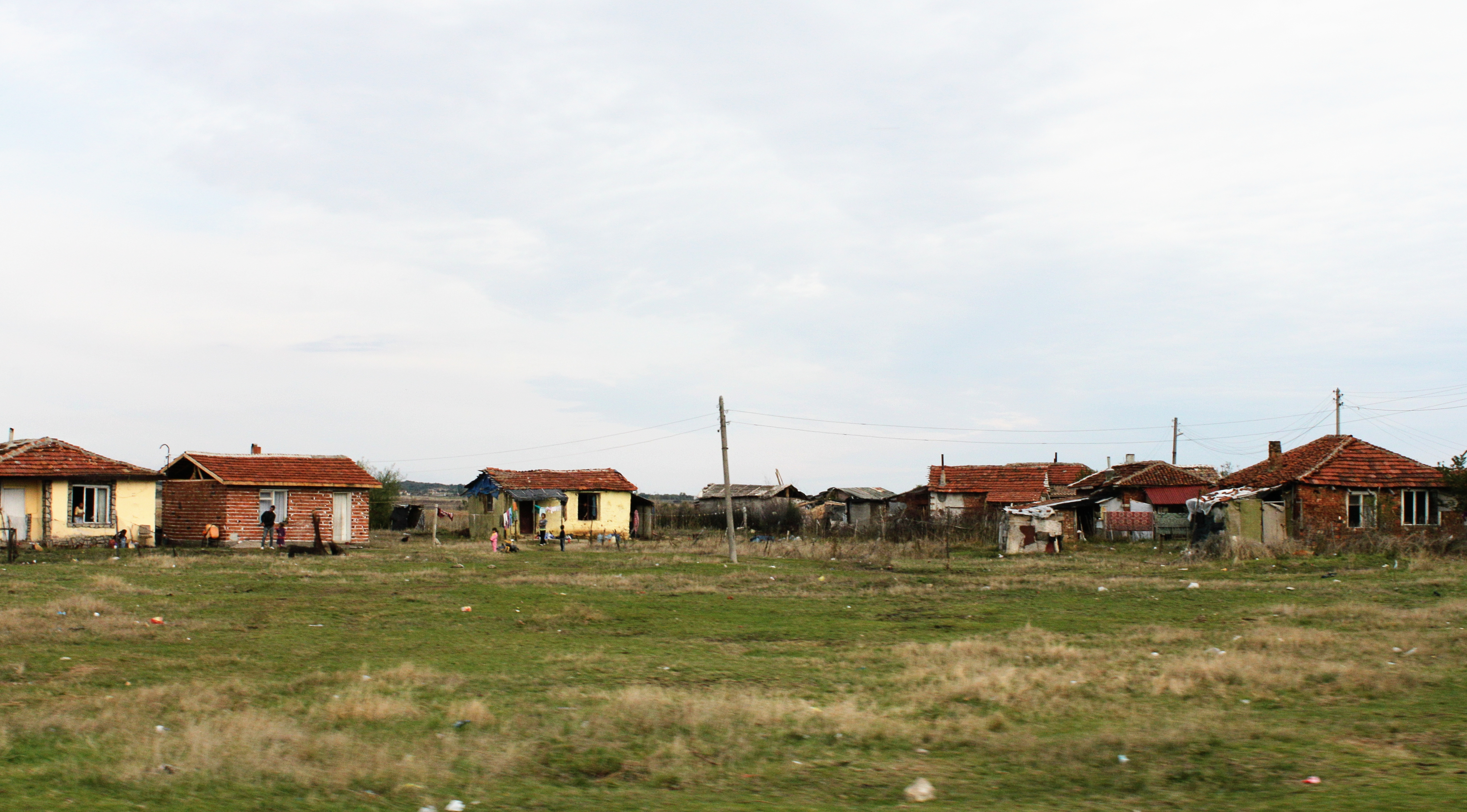
Bouwvallige huizen in de zigeunerbuurt
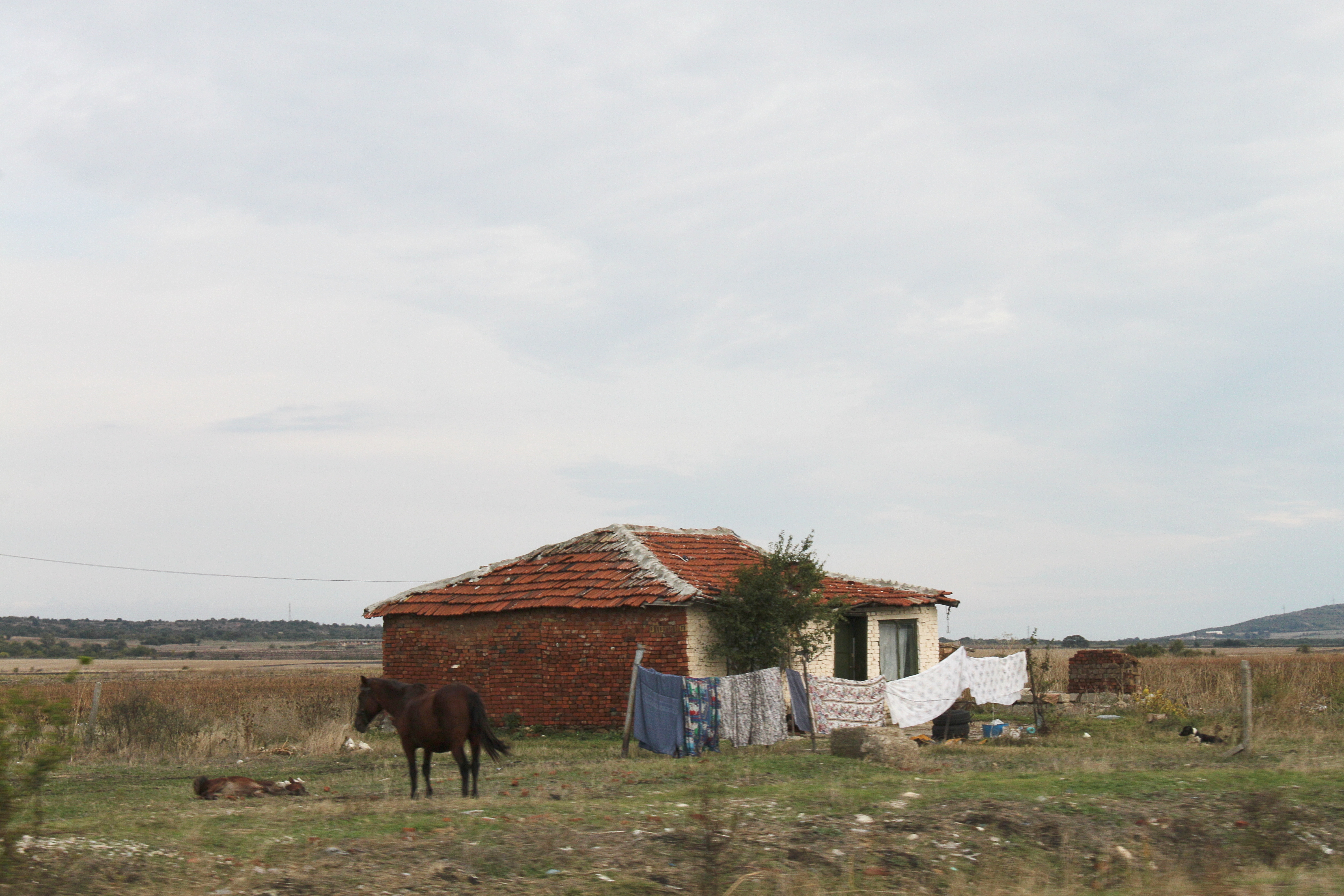
Een merrie met een veulen nabij een bouwvallig huis